# دستگاه‌های مقید
در مکانیک کلاسیک یک قید روی یک سیستم، پارامتری است که سیستم باید آن را رعایت کند. مثلا جعبه‌ای که روی سطح شیبدار قرار دارد باید روی سطح بماند. 
دو نوع قید وجود دارد:‌ قیدهای هولونومیک و قیدهای غیر هولونونمیک.
دستهٔ مهمی از مسائل مکانیکی که در آن‌ها از معادلات لاگرانژ بسیار به کار می‌آیند دستگاه‌های مقیدند.
جسم صلب مثال خوبی از دستگاهی از ذرات مقید است.

## قیدهای هولونومیک
قیودی که ممکن باشد به‌صورت معادله‌ای بیان شوند که مختصات را به‌هم مربوط کنند هولونومیک نامیده می‌شوند.
برای مثال، ذره‌ای که به قرار داشتن روی سطح یک کُره مقید است، تحت قید هولونومیک است. اما اگر ذره بتواند در اثر نیروی گرانش از سطح کره جدا شده و سقوط کند، آنگاه قید غیر هولونومیک می‌شود.

## قیدهای اسکلرونومیک
یک سیستم مکانیکی اسکلرونوم است، در صورتی که زمان یک متغیر صریح برای معادلات قیدهای سیستم نباشد و این معادلات را بتوان با مختصات تعمیم یافته توصیف کرد.